# Гастон Тюбе
Гастон Тюбе (фр. Gaston Thubé, 16 жовтня 1876 — 22 червня 1974) — французький яхтсмен.
Олімпійський чемпіон 1912 року в класі 6 метрів.